# Lista de dinossauros da Europa

O Oceano Tétis dividindo a Laurásia do Gondwana.

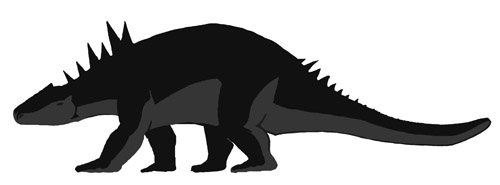
Acanthopholis

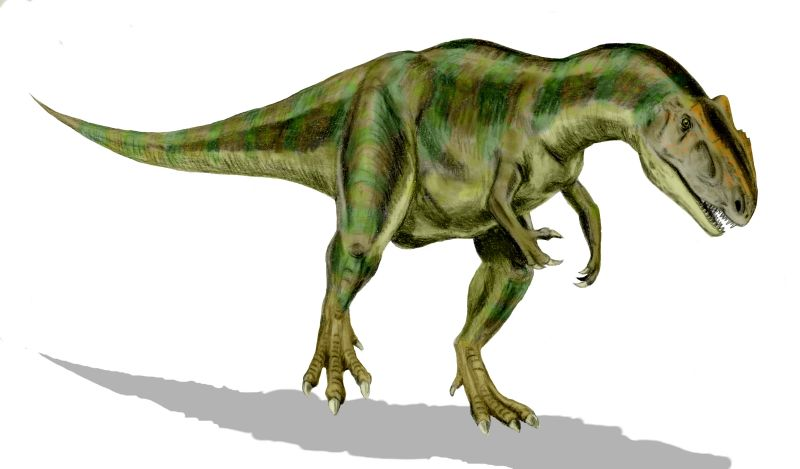
Allosaurus

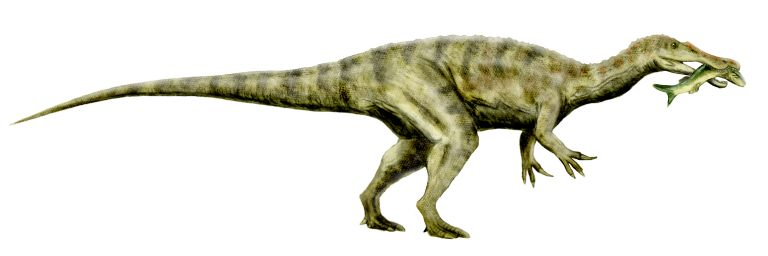
Baryonyx

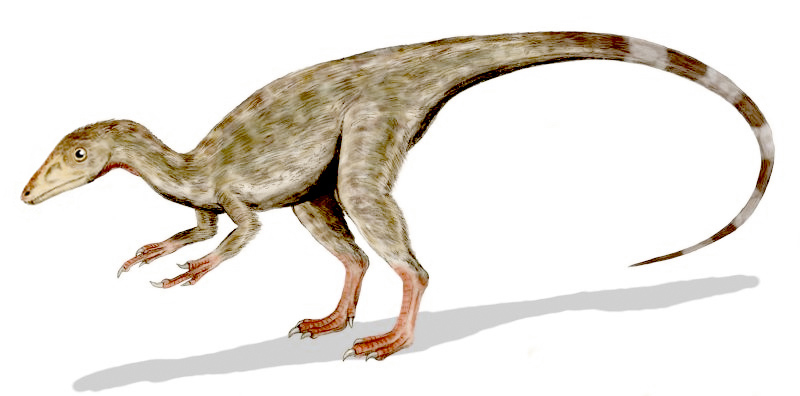
Compsognathus

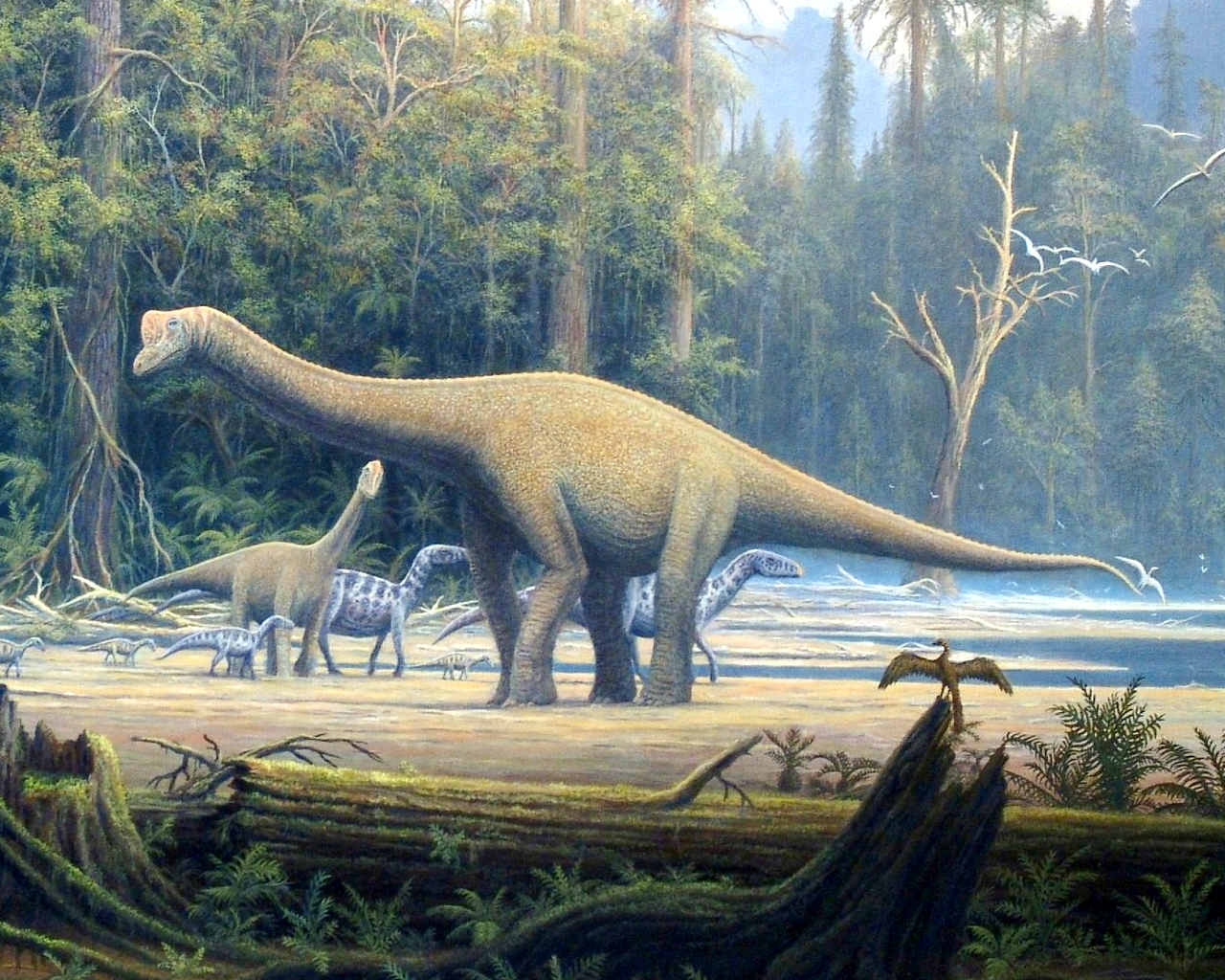
Europasaurus

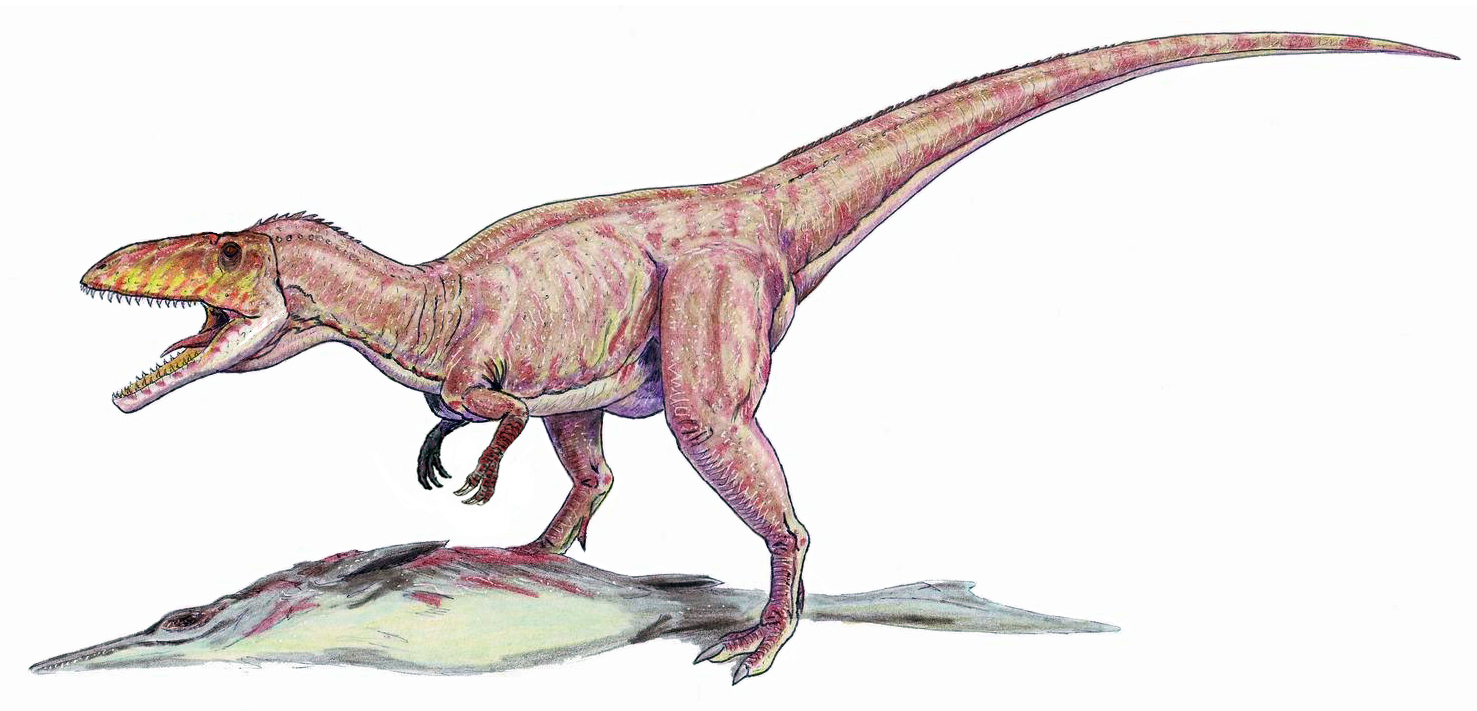
Eustreptospondylus

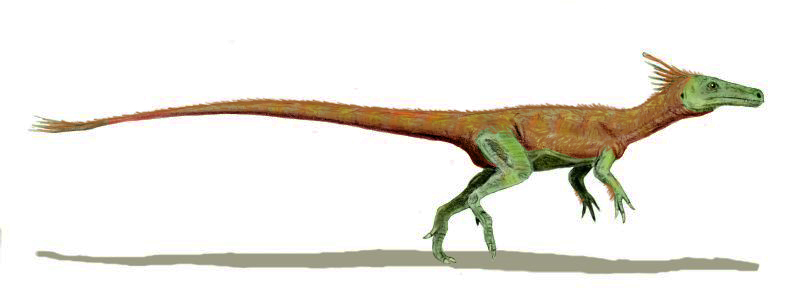
Juravenator

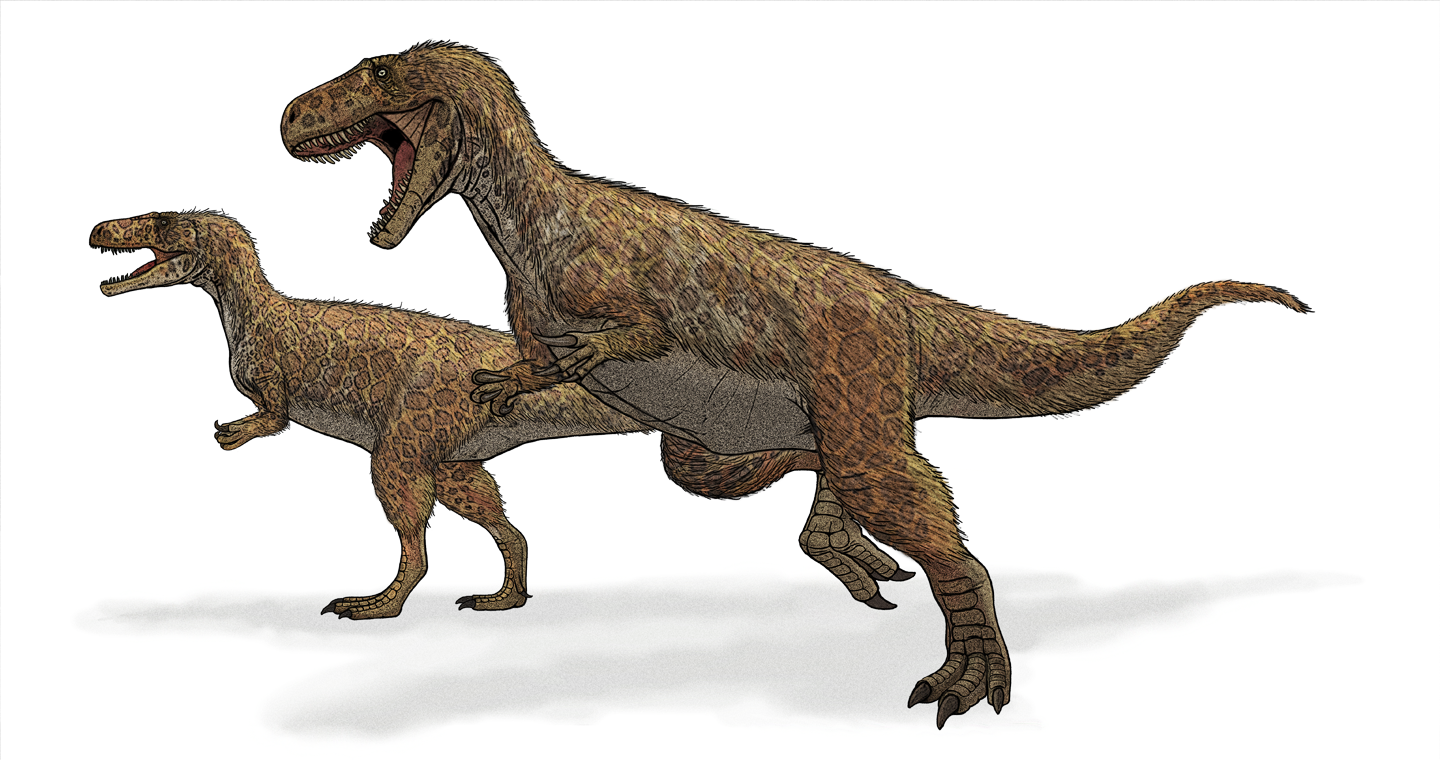
Megalosaurus

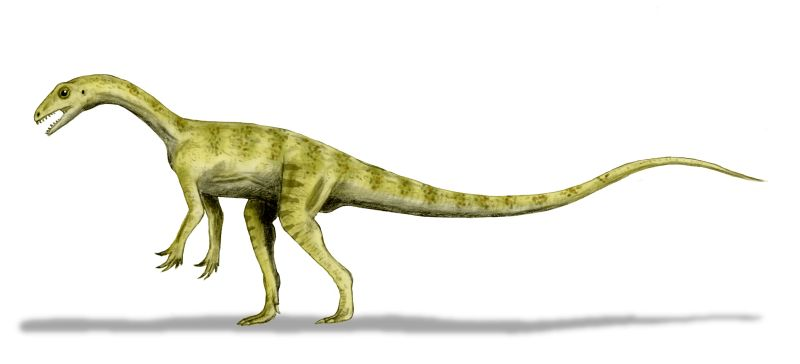
Pantydraco

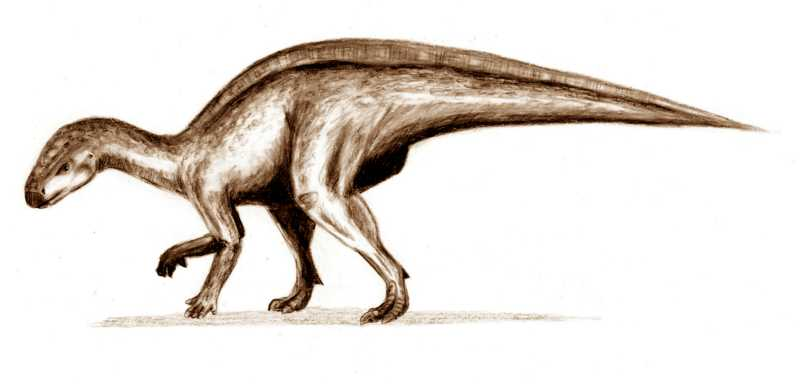
Rhabdodon

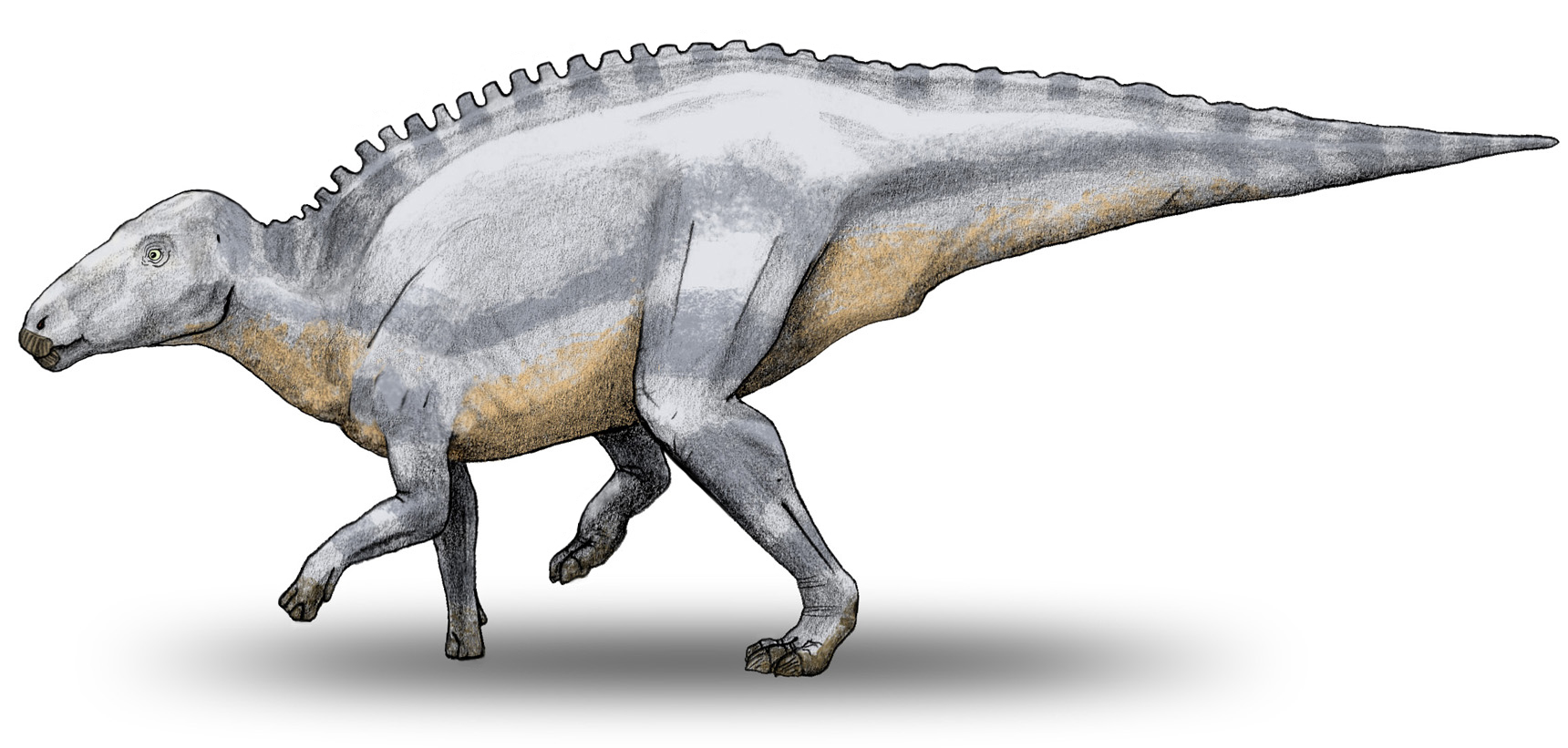
Telmatosaurus

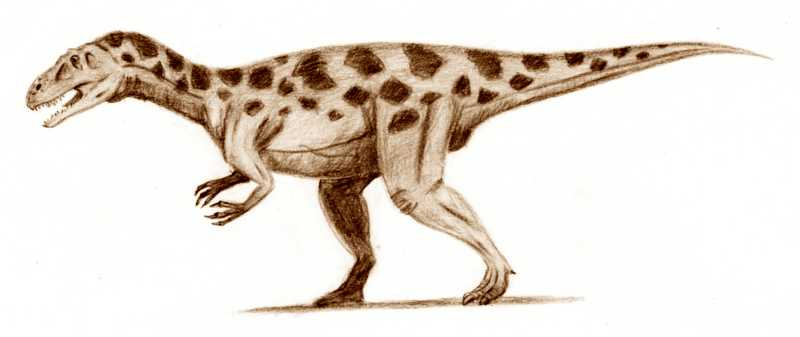
Torvosaurus

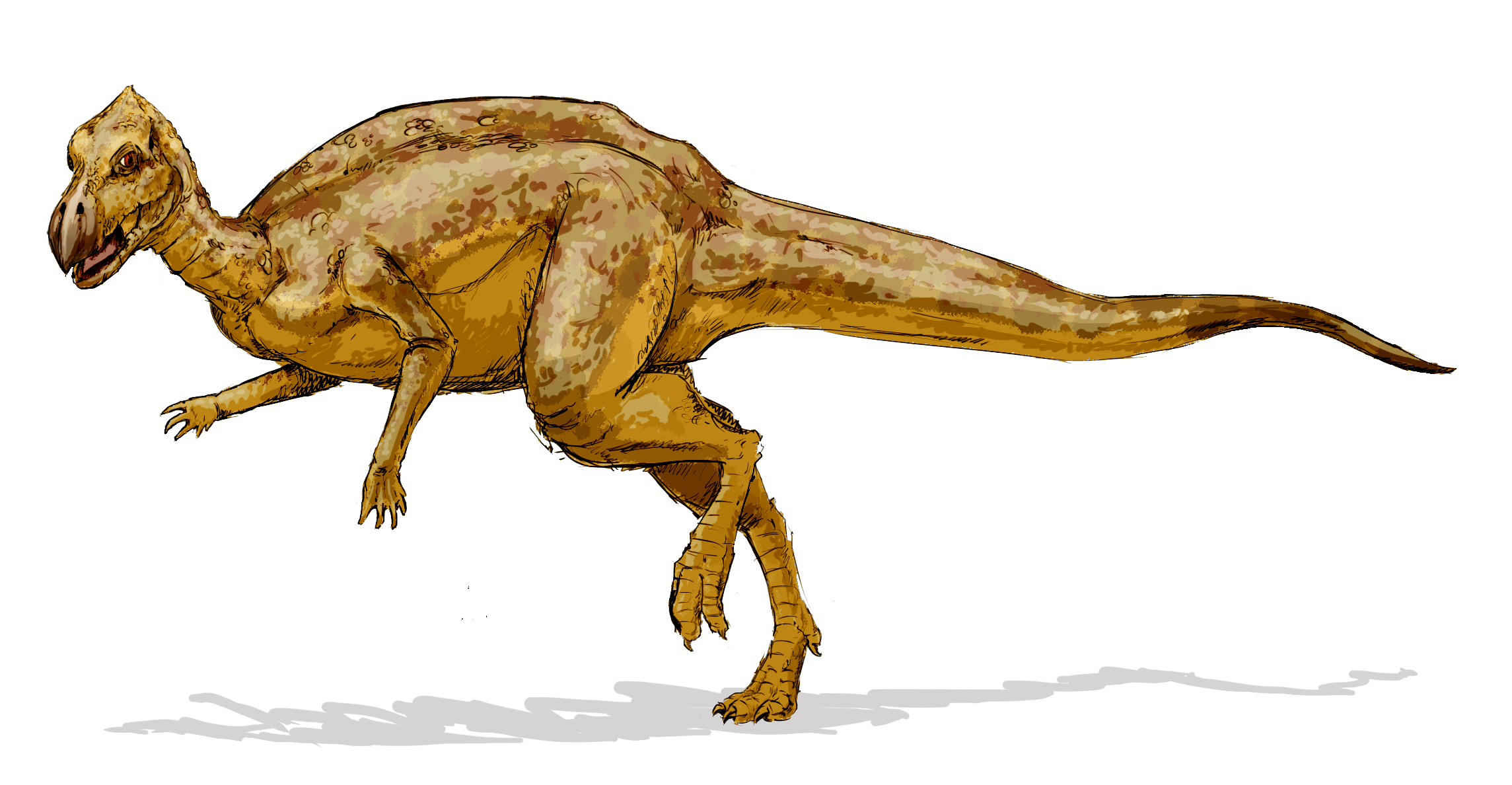
Zalmoxes

Os dinossauros evoluíram parcialmente através do período Triássico da era Mesozoica, cerca de 230 milhões de anos atrás. Naquela época, a terra tinha uma massa de terra supercontinental, chamada Pangeia, de que a Europa fazia parte. Assim, manteve-se ao longo do Triássico. Até o início do período Jurássico, há cerca de 30 milhões de anos depois, o supercontinente começou a se dividir em Laurásia e Gondwana. A maior parte do Pantalassa, o super oceano que cercou Pangeia, foi chamado o Oceano Tétis, e como este oceano cortava mais fundo o supercontinente, grande parte da Europa foi inundada.
No Cretáceo, de 145 a 66 milhões de anos, os continentes estavam começando a se aproximar de suas formas atuais, mas não suas posições atuais, e a Europa permaneceu tropical. Às vezes, era uma cadeia de ilhas-microcontinentes incluindo Báltica e Iberia.
A Europa é relativamente rica em fósseis do Jurássico-Cretáceo, e muito do que se sabe sobre os dinossauros europeus data dessa época. Como a linha do tempo abaixo ilustra, existem lacunas significativas no nosso conhecimento do resto do Mesozoico. A ausência de gêneros de dinossauros a partir deste momento é porque poucos fósseis foram descobertos, e quase certamente não porque a Europa continha poucos tipos de dinossauros, com exceção, talvez, imediatamente após o evento de extinção do Triássico-Jurássico.

## Lista de dinossauros da Europa
| Nome               | Período             | Dieta[3]          | Notas                                                |
| ------------------ | ------------------- | ----------------- | ---------------------------------------------------- |
| Acanthopholis      | Cretáceo            | herbívoro         | —                                                    |
| Aepisaurus         | Cretáceo            | herbívoro         | —                                                    |
| Agnosphitys        | Triássico           | (desconhecido)    | Possivelmente não é um dinossauro, consulte o artigo |
| Agrosaurus         | Triássico           | herbívoro/onívoro | —                                                    |
| Ajkaceratops       | Cretáceo            | herbívoro         | —                                                    |
| Allosaurus         | Jurássico           | carnívoro         | —                                                    |
| Alocodon           | Jurássico           | (desconhecido)    | —                                                    |
| Altispinax         | Cretáceo            | carnívoro         | —                                                    |
| Ampelosaurus       | Cretáceo            | herbívoro         | —                                                    |
| Angloposeidon      | Cretáceo            | herbívoro         | —                                                    |
| Anoplosaurus       | Cretáceo            | herbívoro         | —                                                    |
| Aragosaurus        | Cretáceo            | herbívoro         | —                                                    |
| Archaeopteryx      | Jurássico           | carnívoro         | Possivelmente uma ave                                |
| Arenysaurus        | Cretáceo            | herbívoro         | —                                                    |
| Aristosuchus       | Cretáceo            | carnívoro         | —                                                    |
| Asylosaurus        | Triássico           | herbívoro/onívoro | —                                                    |
| Atsinganosaurus    | Cretáceo            | herbívoro         | —                                                    |
| Aviatyrannis       | Jurássico           | carnívoro         | —                                                    |
| Avipes             | Triássico           | (desconhecido)    | —                                                    |
| Balaur             | Cretáceo            | carnívoro         | —                                                    |
| Barilium           | Cretáceo            | herbívoro         | —                                                    |
| Baryonyx           | Cretáceo            | carnívoro         | —                                                    |
| Becklespinax       | Cretáceo            | carnívoro         | —                                                    |
| Betasuchus         | Cretáceo            | carnívoro (?)     | —                                                    |
| Bihariosaurus      | Cretáceo            | herbívoro         | —                                                    |
| Blasisaurus        | Cretáceo            | herbívoro         | —                                                    |
| Bothriospondylus   | Jurássico           | herbívoro         | —                                                    |
| Bradycneme         | Cretáceo            | (desconhecido)    | —                                                    |
| Calamosaurus       | Cretáceo            | carnívoro         | —                                                    |
| Calamospondylus    | Cretáceo            | (desconhecido)    | —                                                    |
| Callovosaurus      | Jurássico           | herbívoro         | —                                                    |
| Camarillasaurus    | Cretáceo            | carnívoro         | —                                                    |
| Camelotia          | Triássico           | herbívoro         | —                                                    |
| Cardiodon          | Jurássico           | herbívoro         | —                                                    |
| Ceratosaurus       | Jurássico           | carnívoro         | —                                                    |
| Cetiosauriscus     | Jurássico           | herbívoro         | —                                                    |
| Cetiosaurus        | Jurássico           | herbívoro         | —                                                    |
| Chondrosteosaurus  | Cretáceo            | herbívoro         | —                                                    |
| Compsognathus      | Jurássico           | carnívoro         | —                                                    |
| Concavenator       | Cretáceo            | carnívoro         | —                                                    |
| Craspedodon        | Cretáceo            | herbívoro         | —                                                    |
| Craterosaurus      | Cretáceo            | herbívoro         | —                                                    |
| Cruxicheiros       | Jurássico           | carnívoro         | —                                                    |
| Cryptosaurus       | Jurássico           | herbívoro         | —                                                    |
| Cumnoria           | Jurássico           | herbívoro         | —                                                    |
| Dacentrurus        | Jurássico           | herbívoro         | —                                                    |
| Delapparentia      | Cretáceo            | herbívoro         | —                                                    |
| Demandasaurus      | Cretáceo            | herbívoro         | —                                                    |
| Dinheirosaurus     | Jurássico           | herbívoro         | —                                                    |
| Dinodocus          | Cretáceo            | herbívoro         | —                                                    |
| Dolichosuchus      | Triássico           | (desconhecido)    | —                                                    |
| Dollodon           | Cretáceo            | herbívoro         | —                                                    |
| Draconyx           | Jurássico           | herbívoro         | —                                                    |
| Dracopelta         | Jurássico/Cretáceo  | herbívoro         | —                                                    |
| Dromaeosauroides   | Cretáceo            | carnívoro         | —                                                    |
| Dubreuillosaurus   | Jurássico           | carnívoro         | —                                                    |
| Duriatitan         | Jurássico           | herbívoro         | —                                                    |
| Duriavenator       | Jurássico           | carnívoro         | —                                                    |
| Echinodon          | Cretáceo            | herbívoro         | —                                                    |
| Efraasia           | Triássico           | herbívoro         | —                                                    |
| Elopteryx          | Cretáceo            | carnívoro         | —                                                    |
| Emausaurus         | Jurássico           | herbívoro         | —                                                    |
| Eotyrannus         | Cretáceo            | carnívoro         | —                                                    |
| Erectopus          | Cretáceo            | carnívoro         | —                                                    |
| Eucamerotus        | Cretáceo            | herbívoro         | —                                                    |
| Eucercosaurus      | Cretáceo            | herbívoro         | —                                                    |
| Euronychodon       | Cretáceo            | carnívoro         | —                                                    |
| Europasaurus       | Jurássico           | herbívoro         | —                                                    |
| Eustreptospondylus | Jurássico           | carnívoro         | —                                                    |
| Galveosaurus       | Jurássico/Cretáceo  | herbívoro         | —                                                    |
| Genusaurus         | Cretáceo            | carnívoro         | —                                                    |
| Gigantosaurus      | Cretáceo            | herbívoro         | —                                                    |
| Halticosaurus      | Triássico           | carnívoro         | —                                                    |
| Heptasteornis      | Cretáceo            | carnívoro         | —                                                    |
| Histriasaurus      | Cretáceo            | herbívoro         | —                                                    |
| Hungarosaurus      | Cretáceo            | herbívoro         | —                                                    |
| Hylaeosaurus       | Cretáceo            | herbívoro         | —                                                    |
| Hypselosaurus      | Cretáceo            | herbívoro         | —                                                    |
| Hypselospinus      | Cretáceo            | herbívoro         | —                                                    |
| Hypsilophodon      | Cretáceo            | herbívoro/onívoro | —                                                    |
| Iberomesornis      | Cretáceo            | carnívoro         | -                                                    |
| Iguanodon          | Cretáceo            | herbívoro         | —                                                    |
| Iliosuchus         | Cretáceo            | carnívoro         | —                                                    |
| Ischyrosaurus      | Jurássico           | herbívoro         | —                                                    |
| Iuticosaurus       | Cretáceo            | herbívoro         | —                                                    |
| Juratyrant         | Jurássico           | carnívoro         | —                                                    |
| Juravenator        | Jurássico           | carnívoro         | —                                                    |
| Koutalisaurus      | Cretáceo            | herbívoro         | —                                                    |
| Kukufeldia         | Cretáceo            | herbívoro         | —                                                    |
| Lexovisaurus       | Jurássico           | herbívoro         | —                                                    |
| Liassaurus         | Jurássico           | (desconhecido)    | —                                                    |
| Liliensternus      | Triássico           | carnívoro         | —                                                    |
| Lirainosaurus      | Cretáceo            | herbívoro         | —                                                    |
| Lophostropheus     | Triássico/Jurássico | carnívoro         | —                                                    |
| Loricatosaurus     | Jurássico           | herbívoro         | —                                                    |
| Losillasaurus      | Jurássico/Cretáceo  | herbívoro         | —                                                    |
| Lourinhanosaurus   | Jurássico           | carnívoro         | —                                                    |
| Lourinhasaurus     | Jurássico           | herbívoro         | —                                                    |
| Lusitanosaurus     | Jurássico           | herbívoro         | —                                                    |
| Lusotitan          | Jurássico           | herbívoro         | —                                                    |
| Macrurosaurus      | Cretáceo            | herbívoro         | —                                                    |
| Magnosaurus        | Jurássico           | carnívoro         | —                                                    |
| Magyarosaurus      | Cretáceo            | herbívoro         | —                                                    |
| Mantellisaurus     | Cretáceo            | herbívoro         | —                                                    |
| Megalosaurus       | Jurássico           | carnívoro         | —                                                    |
| Merosaurus         | Jurássico           | carnívoro         | —                                                    |
| Metriacanthosaurus | Jurássico           | carnívoro         | —                                                    |
| Miragaia           | Jurássico           | herbívoro         | —                                                    |
| Mochlodon          | Cretáceo            | herbívoro         | —                                                    |
| Morinosaurus       | Cretáceo            | herbívoro         | —                                                    |
| Neosodon           | Jurássico           | herbívoro         | —                                                    |
| Neovenator         | Cretáceo            | carnívoro         | —                                                    |
| Newtonsaurus       | Triássico           | carnívoro         | —                                                    |
| Nuthetes           | Cretáceo            | carnívoro         | —                                                    |
| Ohmdenosaurus      | Jurássico           | herbívoro         | —                                                    |
| Oplosaurus         | Cretáceo            | herbívoro         | —                                                    |
| Ornithodesmus      | Cretáceo            | carnívoro         | —                                                    |
| Ornithopsis        | Cretáceo            | herbívoro         | —                                                    |
| Orthomerus         | Cretáceo            | herbívoro         | —                                                    |
| Owenodon           | Cretáceo            | herbívoro         | —                                                    |
| Paludititan        | Cretáceo            | herbívoro         | —                                                    |
| Pantydraco         | Triássico           | herbívoro         | —                                                    |
| Pararhabdodon      | Cretáceo            | herbívoro         | —                                                    |
| Pelecanimimus      | Cretáceo            | carnívoro         | —                                                    |
| Pelorosaurus       | Cretáceo            | herbívoro         | —                                                    |
| Phyllodon          | Jurássico           | herbívoro         | —                                                    |
| Piveteausaurus     | Jurássico           | carnívoro         | —                                                    |
| Proplanicoxa       | Cretáceo            | herbívoro         | —                                                    |
| Plateosaurus       | Triássico           | herbívoro         | —                                                    |
| Pneumatoraptor     | Cretáceo            | carnívoro         | —                                                    |
| Poekilopleuron     | Jurássico           | carnívoro         | —                                                    |
| Polacanthus        | Cretáceo            | herbívoro         | —                                                    |
| Ponerosteus        | Cretáceo            | (desconhecido)    | —                                                    |
| Priodontognathus   | Jurássico           | herbívoro         | —                                                    |
| Proa               | Cretáceo            | herbívoro         | —                                                    |
| Proceratosaurus    | Jurássico           | carnívoro         | —                                                    |
| Procompsognathus   | Triássico           | carnívoro         | —                                                    |
| Pterospondylus     | Triássico           | carnívoro         | —                                                    |
| Pyroraptor         | Cretáceo            | carnívoro         | —                                                    |
| Rachitrema         | Triássico           | (desconhecido)    | Pode não ser um dinossauro, consulte o artigo        |
| Regnosaurus        | Cretáceo            | herbívoro         | —                                                    |
| Rhabdodon          | Cretáceo            | herbívoro         | —                                                    |
| Ruehleia           | Triássico           | herbívoro         | —                                                    |
| Rutellum           | Jurássico           | herbívoro         | Nomen oblitum                                        |
| Saltriosaurus      | Jurássico           | carnívoro         | —                                                    |
| Sarcolestes        | Jurássico           | herbívoro         | —                                                    |
| Sarcosaurus        | Jurássico           | carnívoro         | —                                                    |
| Scelidosaurus      | Jurássico           | herbívoro         | —                                                    |
| Scipionyx          | Cretáceo            | carnívoro         | —                                                    |
| Sciurumimus        | Jurássico           | carnívoro         | —                                                    |
| Sellacoxa          | Cretáceo            | herbívoro         | —                                                    |
| Sellosaurus        | Triássico           | herbívoro         | —                                                    |
| Stegosaurus        | Jurássico           | herbívoro         | —                                                    |
| Stenopelix         | Cretáceo            | herbívoro         | —                                                    |
| Streptospondylus   | Jurássico           | herbívoro         | —                                                    |
| Struthiosaurus     | Cretáceo            | herbívoro         | —                                                    |
| Suchosaurus        | Cretáceo            | carnívoro         | —                                                    |
| Tarascosaurus      | Cretáceo            | carnívoro         | —                                                    |
| Tastavinsaurus     | Cretáceo            | herbívoro         | —                                                    |
| Taveirosaurus      | Cretáceo            | herbívoro         | —                                                    |
| Teinurosaurus      | Jurássico           | carnívoro         | —                                                    |
| Telmatosaurus      | Cretáceo            | herbívoro         | —                                                    |
| Tethyshadros       | Cretáceo            | herbívoro         | —                                                    |
| Thecocoelurus      | Cretáceo            | (desconhecido)    | —                                                    |
| Thecodontosaurus   | Triássico           | herbívoro         | —                                                    |
| Thecospondylus     | Cretáceo            | (desconhecido)    | —                                                    |
| Torvosaurus        | Jurássico           | carnívoro         | —                                                    |
| Trimucrodon        | Jurássico           | herbívoro         | —                                                    |
| Turiasaurus        | Jurássico/Cretáceo  | herbívoro         | —                                                    |
| Valdoraptor        | Cretáceo            | carnívoro         | —                                                    |
| Valdosaurus        | Cretáceo            | herbívoro         | —                                                    |
| Variraptor         | Cretáceo            | carnívoro         | —                                                    |
| Velocipes          | Triássico           | (desconhecido)    | Pode não ser um dinossauro, consulte o artigo        |
| Xenoposeidon       | Cretáceo            | herbívoro         | —                                                    |
| Yaverlandia        | Cretáceo            | (desconhecido)    | —                                                    |
| Zalmoxes           | Cretáceo            | herbívoro         | —                                                    |

## Legenda
| Nomen dubium |
| Inválido     |
| Nomen nudum  |

## Cronologia
Esta é uma linha do tempo dos dinossauros selecionados da lista acima. O tempo é medido em milhões de anos atrás ao longo do eixo-x.

## Critérios para inclusão
- A criatura deve aparecer na lista de dinossauros.
- Fósseis da criatura devem ser encontrados na Europa.
- Esta lista é um complemento da Categoria:Dinossauros da Europa.